# Txiki Begiristain
Aitor "Txiki" Begiristain Mujika (sinh ngày 12 tháng 8 năm 1964) là một cựu cầu thủ bóng đá chuyên nghiệp người Tây Ban Nha, ông chủ yếu chơi ở vị trí tiền vệ cánh trái nhưng cũng là một tiền đạo. Hiện ông là giám đốc thể thao của câu lạc bộ Manchester City.

## Sự nghiệp câu lạc bộ

### Real Sociedad
Sinh ra tại Olaberria, Gipuzkoa, Xứ Basque, Begiristain bắt đầu sự nghiệp chuyên nghiệp của mình tại Real Sociedad vào năm 1982 ở tuổi 18, và ông ngay lập tức được đưa vào đội một. Những điểm nổi bật trong sự nghiệp của ông bao gồm ghi bàn giúp Real Sociedad vươn lên dẫn trước 2-1 trong trận chung kết Copa del Rey năm 1987 với Atlético Madrid, trận đấu đã phải giải quyết trên chấm luân lưu khi hai đội hòa nhau 2-2 và Real Sociedad đã trở thành nhà vô địch.
Vào mùa giải 1987–88, Begiristain đã giúp đội bóng của mình kết thúc với vị trí á quân ở cả giải đấu và cúp, để thua Barcelona ở cả hai giải đấu. Một tháng sau đó, anh cùng với Bakero và López Rekarte đã ký hợp đồng với đội bóng xứ Catalan.

### Barcelona
Begiristain ghi trong trận ra mắt giải đấu cho Barcelona, trong chiến thắng 2-0 trước RCD Espanyol. Ông hoàn thành mùa giải đầu tiên của mình tại sân Camp Nou với 38 lần ra sân và ghi được 12 bàn thắng, thêm 2 trong 9 trận tại UEFA Cup Winners' Cup.
Trong bảy mùa giải tại câu lạc bộ, Begiristain đã chơi hơn 300 trận đấu chính thức và ghi được 63 bàn thắng trong giải đấu. Vào mùa giải 1992–93, ông đã ghi 15 bàn giúp Barcelona dành được danh hiệu thứ 3 trong 4 danh hiệu liên tiếp. Một trong số những khoảng khắc đáng nhớ nhất của ông là cú hat-trick vào lưới Real Valladolid năm 1991 và Real Zaragoza hai năm sau đó.

### Nhiều năm sau
Năm 1995, sau khi đánh mất tầm quan trọng của mình với Barcelona, Begiristain kí hợp đồng với Deportivo La Coruña, nơi ông có mối quan hệ với hai người quen trong quá khứ, Toshack và López Rekarte. Ông đã giúp đội bóng mới của mình giành được Siêu cúp bóng đá Tây Ban Nha, ông ghi bàn trong trận lượt đi để giành chiến thắng 2-1 trước Real Madrid tại Santiago Bernabéu.
Vào mùa giải cuối cùng với đội bóng, Begiristain chỉ xuất hiện 10 lần nhưng đã ghi bàn thắng vào lưới CF Extremadura ở vòng đấu cuối giúp đội bóng cán đích ở vị trí thứ 3 với chiến thắng 1-0. Tính đến nay, Begiristain đã thi đấu hơn 500 trận tại quốc gia của mình và vượt cột mốc 100 bàn thắng.
Begiristain kết thúc sự nghiệp của mình vào năm 1999 ở tuổi 35, sau 3 năm với Urawa Reds tại J1 League ở Nhật Bản.

### Giám đốc thể thao
Sau khi giải nghệ với tư cách là cầu thủ, Begiristain làm bình luận viên cho Televisió de Catalunya trước khi làm giám đốc thể thao cho câu lạc bộ cũ Barcelona năm 2003. Vào ngày 28 tháng 6 năm 2010, ông tuyên bố rằng khi chủ tịch Joan Laporta rời đi, đó sẽ là thời điểm thích hợp để ông chia tay đội bóng.
Begiristain gia nhập Manchester City tại Premier League vào ngày 28 tháng 10 năm 2012 cũng với vai trò giám đốc thể thao. Trong nhiệm kỳ của ông, đội bóng đã giành chức vô địch quốc gia năm lần, và một số người đồng hương của ông cũng được đưa về cùng với huấn luyện viên Pep Guardiola.

## Đội tuyển bóng đá quốc gia
Txiki Begiristain thi đấu cho đội tuyển bóng đá quốc gia Tây Ban Nha từ năm 1988 đến 1994.

## Thống kê sự nghiệp
| Đội tuyển bóng đá Tây Ban Nha | Đội tuyển bóng đá Tây Ban Nha | Đội tuyển bóng đá Tây Ban Nha |
| Năm                           | Trận                          | Bàn                           |
| ----------------------------- | ----------------------------- | ----------------------------- |
| 1988                          | 6                             | 0                             |
| 1989                          | 2                             | 1                             |
| 1990                          | 1                             | 0                             |
| 1991                          | 1                             | 0                             |
| 1992                          | 3                             | 3                             |
| 1993                          | 4                             | 1                             |
| 1994                          | 5                             | 1                             |
| Tổng cộng                     | 22                            | 6                             |